# Laura Dern
Laura Dern (Los Angeles, Kalifornia, 1967. február 10. –) Oscar-,  többszörös Golden Globe-, BAFTA- és Primetime Emmy-díjas amerikai színésznő, rendező, forgatókönyvíró és producer.
Bruce Dern és Diane Ladd színészek gyermekeként az 1980-as években kezdett filmezéssel foglalkozni, olyan művekkel téve szert ismertségre, mint a Maszk (1985), illetve David Lynch Kék bársony (1986) és Veszett a világ (1990) című rendezései. A Rózsa és tövis (1991) főszereplőjeként megkapta első Oscar-jelölését. Nemzetközi hírnevet Steven Spielberg 1993-as Jurassic Parkjával és annak 2001-es harmadik részével szerzett.
Az Újraszámlálás (2008) című tévéfilmmel és a Megvilágosultam (2011–2013) című televíziós sorozattal egy-egy Golden Globe-ot nyert. 2014-ben bemutatott Vadon című életrajzi drámájával második Oscar-jelölését is megkapta. A Hatalmas kis hazugságok televíziós sorozattal egy Primetime Emmy-díjat és egy újabb Golden Globe-díjat vehetett át. A Twin Peaks 2017-es harmadik évadjában ismét David Lynch rendezővel dolgozott együtt.
A 2010-es évek második felében fontosabb mellékszereplései voltak a Star Wars VIII. rész – Az utolsó jedik (2017), a Házassági történet (2019) és a Kisasszonyok (2019) című filmekben. A Házassági történet meghozta a színésznő számára első Oscar-győzelmét és egy további Golden Globe-díjat.

## Élete és pályafutása
Bruce Dern színész és Diane Ladd színésznő leánya. Először hatévesen szerepelt együtt édesanyjával az Olcsó Whiskey című nagyjátékfilmben. Egy évvel később a Martin Scorsese által rendezett Alice már nem lakik itt (Alice Doesn't Live Here Anymore) filmben is feltűnt. 13 évesen kapta meg első komolyabb szerepét Adrian Lyne Foxes című filmdrámájában. Az 1980-as évektől egyre több filmben játszott, az 1990-es évek elején televíziós produkciókban is szerepelt. 

## Magánélete
2005 és 2013 között férje Ben Harper volt, akitől két gyermeke született.

## Filmográfia

### Film
| Év   | Magyar cím                                    | Eredeti cím                                | Szerep                   | Magyar hang        |
| ---- | --------------------------------------------- | ------------------------------------------ | ------------------------ | ------------------ |
| 1973 | Olcsó Whiskey                                 | White Lightning                            | Sharon Anne              |                    |
| 1974 | Alice már nem lakik itt                       | Alice Doesn't Live Here Anymore            | fagylaltot evő lány      |                    |
| 1980 | Rókák                                         | Foxes                                      | Debbie                   |                    |
| 1982 | A színpadon a Stains!                         | Ladies and Gentlemen, The Fabulous Stains  | Jessica McNeil           |                    |
| 1983 |                                               | Grizzly II: The Predator                   | Tina                     |                    |
| 1984 | Tanárok                                       | Teachers                                   | Diane Warren             |                    |
| 1985 | Maszk                                         | Mask                                       | Diana Adams              |                    |
| 1985 | Sima száj                                     | Smooth Talk                                | Connie Wyatt             |                    |
| 1986 | Kék bársony                                   | Blue Velvet                                | Sandy Williams           | Létay Dóra         |
| 1988 | Kísértetek nyara                              | Haunted Summer                             | Claire Clairmont         |                    |
| 1989 | Fat Man és Little Boy                         | Fat Man and Little Boy                     | Kathleen Robinson        |                    |
| 1990 | Veszett a világ                               | Wild at Heart                              | Lula Fortune             | Prókai Annamária   |
| 1990 | Veszett a világ                               | Wild at Heart                              | Lula Fortune             | Kovács Patrícia    |
| 1990 |                                               | Industrial Symphony No. 1 (koncertfilm)    | összetört szívű nő       |                    |
| 1991 | Rózsa és tövis                                | Rambling Rose                              | Rose                     | Györgyi Anna       |
| 1993 | Jurassic Park                                 | Jurassic Park                              | Dr. Ellie Sattler        | Vándor Éva         |
| 1993 | Tökéletes világ                               | A Perfect World                            | Sally Gerber             | Farkasinszky Edit  |
| 1996 | Ez az életem!                                 | Citizen Ruth                               | Ruth Stoops              | Orosz Helga        |
| 1996 |                                               | Bastard Out of Carolina                    | narrátor (hangja)        |                    |
| 1999 | Októberi égbolt                               | October Sky                                | Miss Riley               | Nyírő Beáta        |
| 2000 | Dr. T és a nők                                | Dr. T & the Women                          | Peggy                    | Kiss Mari          |
| 2001 | A papa és ők                                  | Daddy and Them                             | Ruby Montgomery          |                    |
| 2001 | Jurassic Park III.                            | Jurassic Park III                          | Dr. Ellie Sattler        | Spilák Klára       |
| 2001 |                                               | Focus                                      | Gertrude 'Gert' Hart     |                    |
| 2001 | Nevem Sam                                     | I Am Sam                                   | Randy Carpenter          | Götz Anna          |
| 2001 | Novocaine                                     | Novocaine                                  | Jean Noble               | Götz Anna          |
| 2002 |                                               | Goose (rövidfilm)                          | narrátor (hangja)        |                    |
| 2004 | Se barátság, se szerelem (Már nem lakunk itt) | We Don't Live Here Anymore                 | Terry Linden             | Farkasinszky Edit  |
| 2004 | Se barátság, se szerelem (Már nem lakunk itt) | We Don't Live Here Anymore                 | Terry Linden             | Kisfalvi Krisztina |
| 2005 | Hepiendek                                     | Happy Endings                              | Pam Ferris               | Fehér Anna         |
| 2005 | A szlogengyáros családanya                    | The Prize Winner of Defiance, Ohio         | Dortha Schaefer          | Mohácsi Nóra       |
| 2006 | Gyilkos szerelem                              | Lonely Hearts                              | Rene Fodie               | Farkasinszky Edit  |
| 2006 | Inland Empire                                 | Inland Empire                              | Nikki Grace / Susan Blue | Spilák Klára       |
| 2007 | Kutya éve                                     | Year of the Dog                            | Bret                     |                    |
| 2008 |                                               | The Monday Before Thanksgiving (rövidfilm) | Theresa                  |                    |
| 2009 | Halálos gyengédség                            | Tenderness                                 | Teresa néni              | Bertalan Ágnes     |
| 2010 |                                               | Everything Must Go                         | Delilah                  |                    |
| 2010 | Utódomra ütök                                 | Little Fockers                             | Prudence Simmons         | Götz Anna          |
| 2011 |                                               | Fight for Your Right Revisited (rövidfilm) | vásárló a kávézóban      |                    |
| 2012 | The Master                                    | The Master                                 | Helen Sullivan           | Farkasinszky Edit  |
| 2013 |                                               | Jay-Z: Made in America (dokumentumfilm)    | önmaga                   |                    |
| 2014 | Csillagainkban a hiba                         | The Fault in Our Stars                     | Frannie Lancaster        | Fehér Anna         |
| 2014 | Csapatjáték                                   | When the Game Stands Tall                  | Beverly Ladouceur        | Spilák Klára       |
| 2014 | Vadon                                         | Wild                                       | Bobbi Lambrecht          | Götz Anna          |
| 2014 | 99 Otthon                                     | 99 Homes                                   | Lynn Nash                |                    |
| 2015 | Bátrak városa                                 | Bravetown                                  | Annie                    | Farkasinszky Edit  |
| 2016 | Egyes nők                                     | Certain Women                              | Laura Wells              | Fehér Anna         |
| 2016 | Az alapító                                    | The Founder                                | Ethel Kroc               | Farkasinszky Edit  |
| 2017 | Wilson                                        | Wilson                                     | Pippi                    | Pokorny Lia        |
| 2017 |                                               | The Black Ghiandola (rövidfilm)            | doktor                   |                    |
| 2017 |                                               | The Good Time Girls (rövidfilm)            | Clementine               |                    |
| 2017 | Kicsinyítés                                   | Downsizing                                 | Laura Lonowski           | Farkasinszky Edit  |
| 2017 | Star Wars: Az utolsó jedik                    | Star Wars: The Last Jedi                   | Amilyn Holdo admirális   | Csere Ágnes        |
| 2018 | A történet                                    | The Tale                                   | Jennifer Fox             | Bertalan Ágnes     |
| 2018 | Tűzkeresztség                                 | Trial by Fire                              | Elizabeth Gilbert        | Spilák Klára       |
| 2018 |                                               | JT LeRoy                                   | Laura Albert             |                    |
| 2019 | Dermesztő hajsza                              | Cold Pursuit                               | Grace Coxman             | Bertalan Ágnes     |
| 2019 | Házassági történet                            | Marriage Story                             | Nora Fanshaw             |                    |
| 2019 | Kisasszonyok                                  | Little Women                               | Marmee March             | Götz Anna          |
| 2022 | Jurassic World: Világuralom                   | Jurassic World: Dominion                   | Dr. Ellie Sattler        | Spilák Klára       |
| 2022 | A fiú sorsa                                   | The Son                                    | Kate                     | Vándor Éva         |
| 2023 |                                               | Ozi: Voice of the Forest                   | Ozi anyja (hangja)       |                    |
| 2024 | Magányos szívek menedéke                      | Lonely Planet                              | Katherine Loewe          | Farkasinszky Edit  |

### Televízió
| Év        | Magyar cím                     | Eredeti cím                     | Szerep                           | Megjegyzések                                |
| --------- | ------------------------------ | ------------------------------- | -------------------------------- | ------------------------------------------- |
| 1980      |                                | Insight                         | Amy                              | 1 epizód                                    |
| 1981      |                                | Shannon                         | ismeretlen szerep                | 1 epizód                                    |
| 1983      |                                | Happy Endings                   | Audrey Constantine               | tévéfilm                                    |
| 1984      |                                | The Three Wishes of Billy Grier | Crissy                           | tévéfilm                                    |
| 1989      |                                | Nightmare Classics              | Rebecca                          | 1 epizód                                    |
| 1992      |                                | Afterburn                       | Janet Harduvel                   | tévéfilm                                    |
| 1993      |                                | Fallen Angels                   | Annie Ainsley                    | 1 epizód                                    |
| 1995      | Frasier – A dumagép            | Frasier                         | June (hangja)                    | 1 epizód                                    |
| 1995      | A sötét szárnyak suhogása      | Down Came a Blackbird           | Helen McNulty                    | tévéfilm (vezető producer)                  |
| 1996      |                                | The Siege at Ruby Ridge         | Vicki Weaver                     | tévéfilm                                    |
| 1997      |                                | Ellen                           | Susan                            | 2 epizód                                    |
| 1998      |                                | The Larry Sanders Show          | önmaga                           | 1 epizód                                    |
| 1998      | Egy gyermek kálváriája         | The Baby Dance                  | Wanda LeFauve                    | tévéfilm                                    |
| 2001      | Bocsássátok meg bűneimet!      | Within These Walls              | Pauline Quinn nővér              | tévéfilm                                    |
| 2002      | Szegények orvosa               | Damaged Care                    | Linda Peeno                      | tévéfilm (társproducer)                     |
| 2002      | Az elnök emberei               | The West Wing                   | Tabatha Fortis költő             | 1 epizód                                    |
| 2002–2003 | Texas királyai                 | King of the Hill                | felszolgáló / Katherine (hangja) | 2 epizód                                    |
| 2008      | Újraszámlálás                  | Recount                         | Katherine Harris                 | tévéfilm                                    |
| 2011–2013 | Megvilágosultam                | Enlightened                     | Amy Jellicoe                     | - 18 epizód - megalkotó és vezető producer  |
| 2013      | Öt történet az elmezavarról    | Call Me Crazy: A Five Film      | nem szerepel                     | tévéfilm (szegmens rendezője)               |
| 2014      |                                | Kroll Show                      | Cleo                             | 2 epizód                                    |
| 2014      | Tömény történelem              | Drunk History                   | Nellie Bly                       | 1 epizód                                    |
| 2015      |                                | The Mindy Project               | Dr. Ludmilla Trapeznikov         | 1 epizód                                    |
| 2015–2018 | Csé, mint család               | F Is for Family                 | Sue Murphy (hangja)              | főszereplő (26 epizód)                      |
| 2017      | Az utolsó ember a Földön       | The Last Man on Earth           | Catherine                        | 1 epizód                                    |
| 2017      | A megtörhetetlen Kimmy Schmidt | Unbreakable Kimmy Schmidt       | Wendy Hebert                     | 1 epizód                                    |
| 2017      | Twin Peaks                     | Twin Peaks                      | Diane Evans                      | 9 epizód                                    |
| 2017–2019 | Hatalmas kis hazugságok        | Big Little Lies                 | Renata Klein                     | - 14 epizód - magyar hangja: - Götz Anna    |
| 2022      | A Fehér Lótusz                 | The White Lotus                 | Abby (hangja)                    | - 2 epizód - magyar hangja: - F. Nagy Erika |
| 2024      |                                | Palm Royale                     | Linda Shaw                       | 9 epizód vezető producer                    |

## Fordítás
- Ez a szócikk részben vagy egészben  a   Laura Dern című angol Wikipédia-szócikk fordításán alapul.  Az eredeti cikk szerkesztőit annak laptörténete sorolja fel. Ez a jelzés csupán a megfogalmazás eredetét és a szerzői jogokat jelzi, nem szolgál a cikkben szereplő információk forrásmegjelöléseként.